# Viöler Madonna
Als Viöler Madonna wird eine Skulptur der Thronenden Muttergottes aus dem 13. Jahrhundert bezeichnet, die um 1900 auf dem Dachboden der St.-Christophorus-Kirche in Viöl, Nordfriesland, gefunden wurde. Seit 1901 ist sie Teil der Sammlung des Flensburger Museums.
Dargestellt ist Maria als thronende Himmelskönigin mit Kind. Während man früher annahm, dass die Skulptur gegen Ende des 13. Jahrhunderts von einem Meister aus Nordfrankreich geschaffen wurde, geht man heute davon aus, dass die zu den größten Schleswiger Sitzmadonnen zählende Skulptur aus der Hand eines regionalen Meisters stammt, der Kenntnisse der nordfranzösischen Bildhauerkunst der Hochgotik besessen hatte.
Der Maria fehlt der rechte Unterarm mit der Hand, die das Lilienzepter trug. Dem Kind fehlen die linke Hand mit dem Reichsapfel als Symbol der Weltherrschaft sowie die rechte Segenshand.
In den 1980er Jahren wurde eine originalgetreue Kopie aus Kunstharz hergestellt. Sie steht nun in einer Nische der Chorbogenwand der St.-Christophorus-Kirche in Viöl.